# Sabará

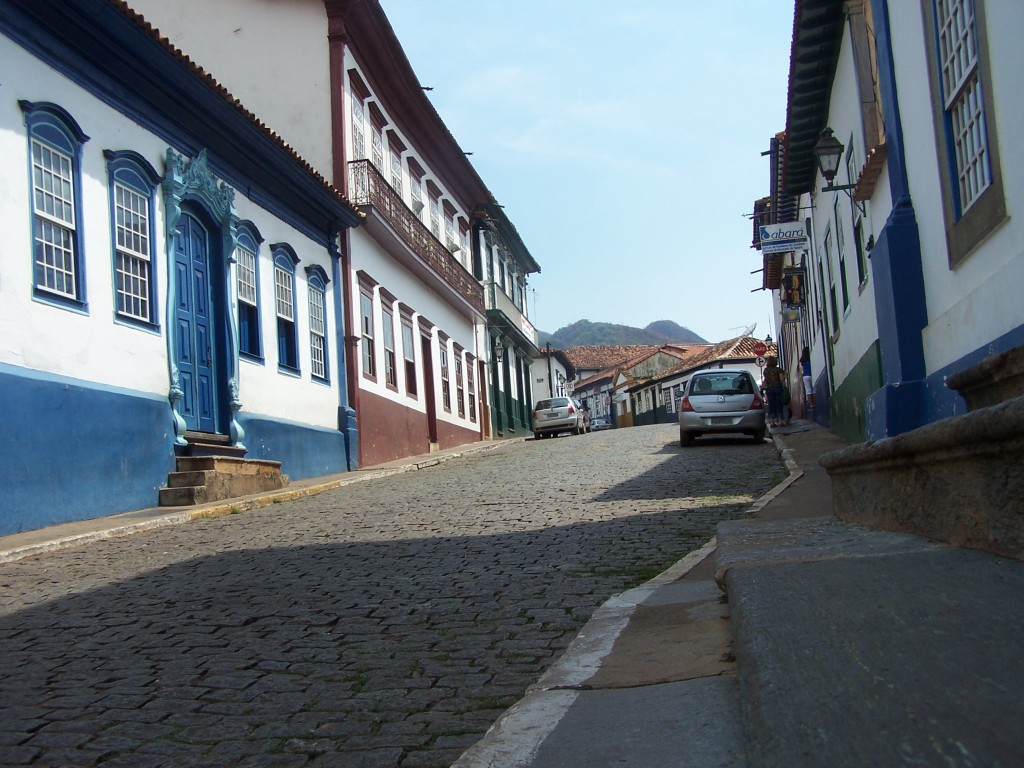
Construccions històriques en Sabará.

Sabará és una ciutat de l'estat brasiler de Minas Gerais. La seva població estimada el 2006 era de 134 282 habitants. La seva àrea total és 303,6 km².